# Pechern
Pechern (górnołuż. Pěchč) – wieś w gminie Krauschwitz, w powiecie Görlitz, w kraju związkowym Saksonia w Niemczech, położona przy granicy polsko-niemieckiej nad Nysą Łużycką, historycznie na Dolnym Śląsku.

## Historia
Najstarsza znana wzmianka pochodzi z 1398. Do 1413 wieś leżała w granicach przewoskiego państewka stanowego, a następnie w dolnośląskim księstwie żagańskim, pozostając pod panowaniem Piastów do 1472. Mieszkańcy wsi utrzymywali się m.in. z rolnictwa, leśnictwa i pszczelarstwa. Od 1871 część Niemiec. Po klęsce III Rzeszy w II wojnie światowej wraz z fragmentem Dolnego Śląska, położonym na zachód od Nysy Łużyckiej, wieś pozostała przy Niemczech i została włączona do Saksonii w Niemczech Wschodnich.